# 1º battaglione bersaglieri ciclisti
Il 1º Battaglione bersaglieri ciclisti è stata la prima unità dei bersaglieri italiani costituita come ciclisti.

## Storia

### Origini
La prima Compagnia sperimentale di Bersaglieri ciclisti fu formata il 15 marzo 1898 per opera del tenente Luigi Camillo Natali.
Nel 1907 fu costituito, a titolo di esperimento, un Battaglione ciclisti formato con le Compagnie cicliste, formate tra il 1901 e il 1902, dei Reggimenti bersaglieri 2°, 3°, 6° e 9°.

### Costituzione
Tale Battaglione, compiuto brillantemente il giro d'Italia a tappe per 1153 km in sella, agli ordini del maggiore Giuseppe Cantù, fu poi costituito definitivamente come 1º Battaglione bersaglieri ciclisti nel 1908, con le compagnie ciclisti dei Reggimenti 3°, 5°, 6° e 9°. Al comando fu posto il maggiore Asclepia Gandolfo, che sarebbe poi diventato generale di corpo d'armata e comandante generale della MVSN.
Visti i buoni risultati, nel 1910 fu così costituito un battaglione ciclisti per ciascuno dei 12 reggimenti, riunendo le quarte compagnie dei tre battaglioni, mentre il 1° fu posto alle dipendenze del 1º Reggimento bersaglieri, con sede a San Remo.

### Impiego

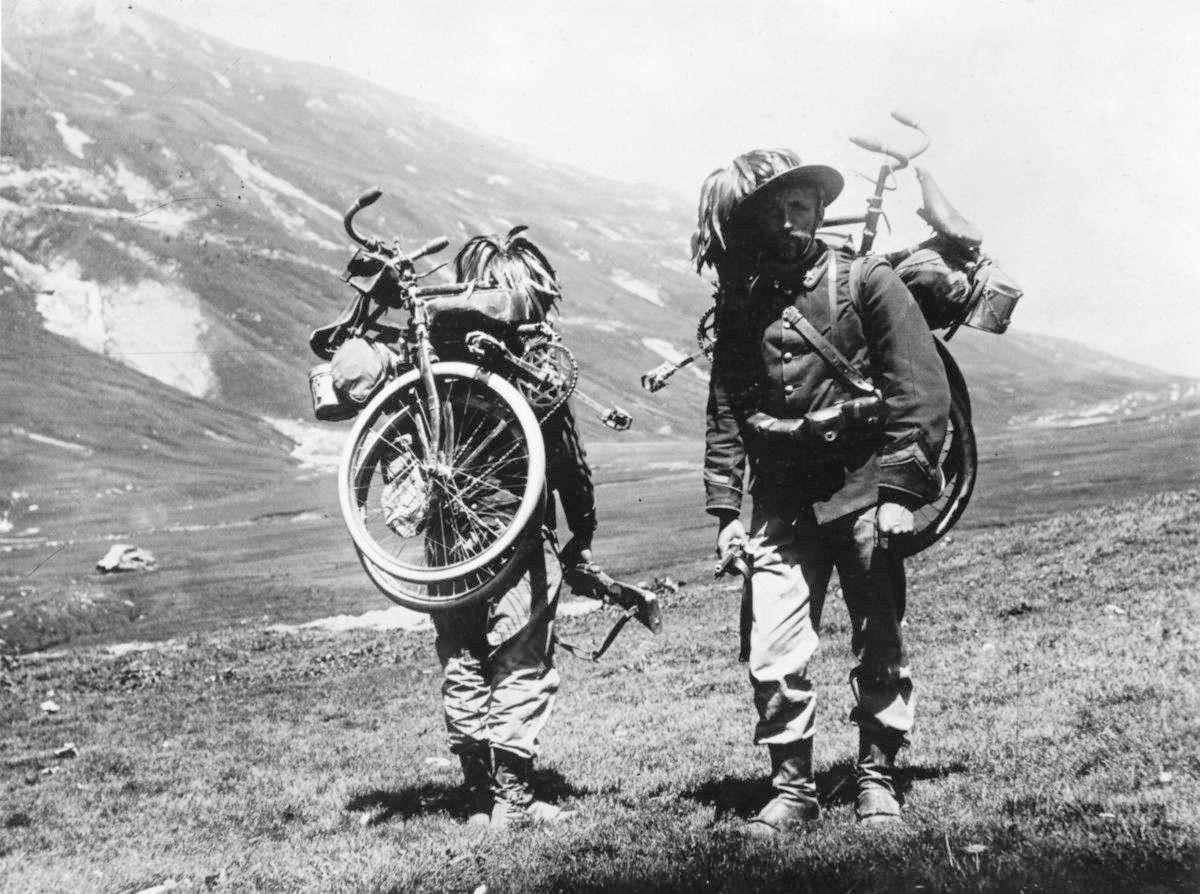
Bersaglieri ciclisti nel 1917

Con lo scoppio nel 1915 della prima guerra mondiale i battaglioni ciclisti vennero staccati dai rispettivi reggimenti e impiegati isolatamente o a gruppi, in genere di 3 battaglioni, in unione con la cavalleria, ma più spesso con la fanteria.
Il "1° ciclisti" da Napoli, dove era di stanza, al comando del ten. col. Giovanni Beruto, venne inviato il 5 giugno sul Tagliamento alle dirette dipendenze del X corpo d'armata. Il 9 ottobre 1916 espugnò Caston di Lora e il giorno successivo ampliò la conquista sull'Alpe di Carmagnon. Per queste azioni il battaglione fu insignito della Medaglia di bronzo al valor militare. Nel 1917 con il 7° e l'8° ciclisti compose il I° gruppo autonomo ciclisti.
Il 17 gennaio 1918 fu citato nel bollettino di guerra 968 del generale Diaz per aver respinto un attacco nemico a est di Capo Sile.
Nel dopoguerra tutti i battaglioni ciclisti furono prima sciolti nel 1920, per essere nel 1923 costituiti in ciclisti sei dei dodici reggimenti. Un anno dopo tutti i 12 reggimenti divennero ciclisti, ciascuno composto da due battaglioni.
Nel 1936 il 1° ciclisti fu sciolto. Le compagnie motociclisti infatti cominciarono a integrare e sostituire i battaglioni ciclisti e i reggimenti bersaglieri si avviarono verso la motorizzazione.
Il primo Battaglione ciclisti fu ricostituito nel 1940, nel 1º reggimento, e partecipò durante la seconda guerra mondiale alle operazioni del fronte greco-albanese e jugoslavo e del fronte occidentale e sciolto definitivamente nel settembre 1943.

## La bicicletta
Come bicicletta sperimentale fu usata quella civile, ma presto vennero impiegati modelli specificatamente militari. Era pieghevole per poter essere portata in spalla durante gli assalti; aveva le gomme piene e attaccato alla sua canna aveva una sacca a forma di cartella. Ne esistevano varie versioni per ogni modello: per fuciliere, per mitragliere, per porta munizioni e per ufficiali, provvista di campanello e freni a bacchetta.

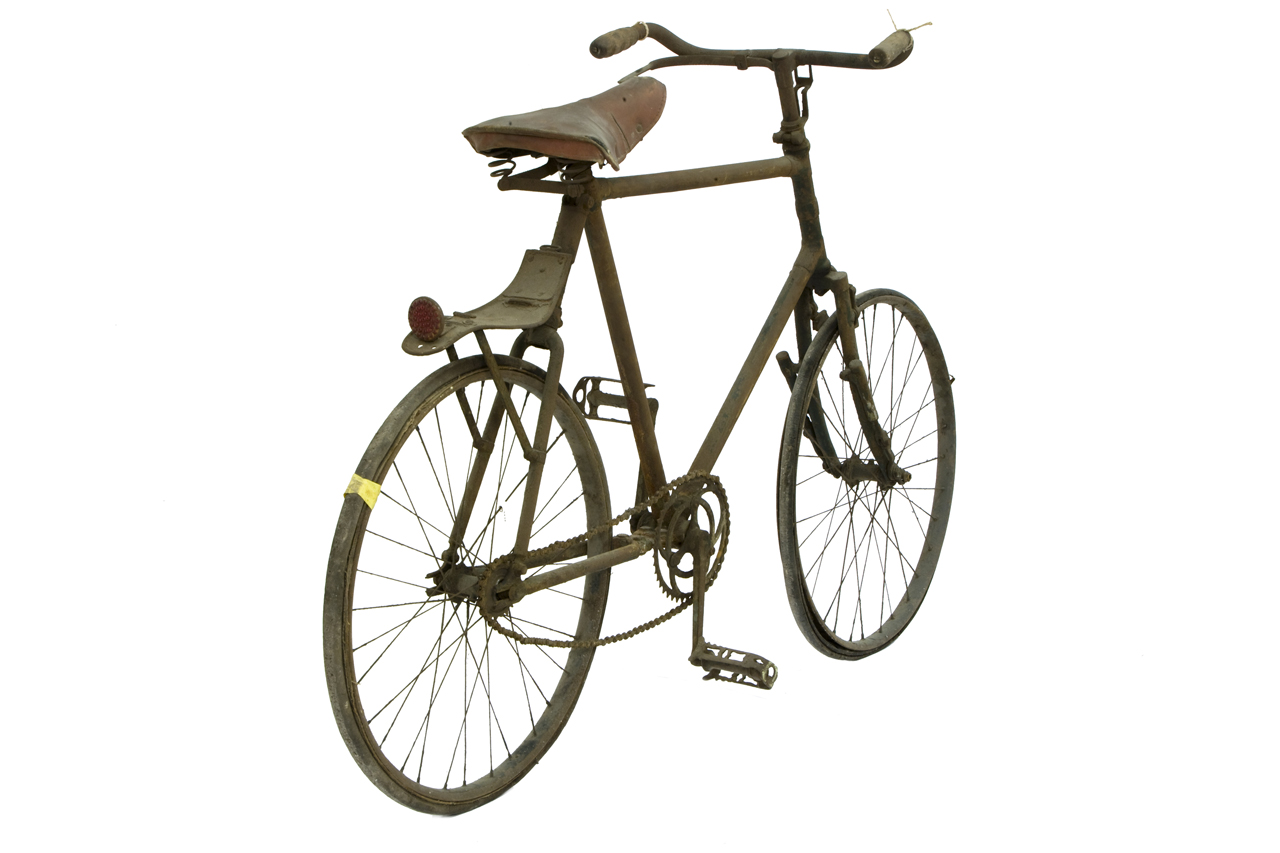
Bicicletta militare per bersaglieri "Bianchi mod. 1923"

Nel 1908 il 1° ciclisti adotta la Carraro: ha una costruzione particolare, in telaio pieghevole, spallabile, con borse e zainetti; porta un fucile mod. 91 e pesa a pieno carico 30 kg.
La gara del ministero della guerra nel 1911 per fornire tutti i battaglioni ciclisti fu vinta dalla Bianchi, con il modello denominato 1912. Aveva un telaio pieghevole del peso di 14 kg con appositi attacchi e relative cinghie per il trasporto a spalla; ruote di piccole dimensioni e gomme piene antiforatura; due ammortizzatori sulla ruota anteriore e uno sulla forcella posteriore per compensare la rigidità delle gomme piene; freno anteriore a bacchetta interno al telaio e trasmissione a catena a scatto fisso.
Nel 1924 fu poi adottato, sempre della casa Bianchi, il modello 1923. Aveva il telaio tubolare fisso a trapezio in metallo, con verniciatura grigioverde e peso complessivo di 25 kg.
Ultimo modello fu il Bianchi 1939: pieghevole con telaio tubolare a trapezio in acciaio, con verniciatura grigioverde. La bicicletta inoltre era provvista di molleggi sul telaio e sulla forcella: la forcella è molleggiata per mezzo di leve oscillanti e molle cilindriche, mentre il telaio presenta una sospensione telescopica con molla cilindrica. La bicicletta monta una sella in pelle con due molle posteriori e ha un peso di 16 kg.

## Onorificenze
Alla Bandiera di Guerra del 1º Reggimento Bersaglieri